# Женская сборная Того по баскетболу 3×3
Женская сборная Того по баскетболу 3×3 представляет Того на международных соревнованиях по баскетболу 3×3. Управляющим органом является Федерация баскетбола Того (фр. Fédération Togolaise de Basket-Ball).
По состоянию на 26 сентября 2024, женская сборная Того по баскетболу 3×3 занимает 96-е место в мировом рейтинге ФИБА женских сборных по баскетболу 3×3.

## Результаты выступлений
| Турнир           | Золото | Серебро | Бронза | Всего |
| ---------------- | ------ | ------- | ------ | ----- |
| Чемпионат Африки | 0      | 0       | 1      | 1     |
| Африканские игры | —      | —       | —      | —     |
| Итого            | 0      | 0       | 1      | 1     |

### Чемпионат Африки
| Год        | Место          | Игры           | Победы         | Поражения      | Состав команды                                                              |
| ---------- | -------------- | -------------- | -------------- | -------------- | --------------------------------------------------------------------------- |
| Ломе 2017  | 7              | 4              | 1              | 3              | Biguedenam Parfaite Bouyo, Afetse Elise, Samiya Pindra, Amivi de Souza      |
| Ломе 2018  | 3              | 5              | 4              | 1              | Afetse Elise, Rachel N'Dukue, Samiya Pindra, Adjovi Ahoefa Tossou Afanwoubo |
| 2019—н. в. | не участвовали | не участвовали | не участвовали | не участвовали | не участвовали                                                              |

### Африканские игры
| Год        | Место          | Игры           | Победы         | Поражения      | Состав команды                                                                      |
| ---------- | -------------- | -------------- | -------------- | -------------- | ----------------------------------------------------------------------------------- |
| 2019       | не участвовали | не участвовали | не участвовали | не участвовали | не участвовали                                                                      |
| Аккра 2023 | 11             | 3              | 1              | 2              | Esther Djato, Hezou Carole Bana-Ewai, Marina Akouvi Grace Fangnannou, Senade Miriam |